# Dryopteris blanfordii
Dryopteris blanfordii là một loài thực vật có mạch trong họ Dryopteridaceae. Loài này được (C. Hope) C. Chr. miêu tả khoa học đầu tiên năm 1905.